# The Offering
The Offering è un film statunitense del 2023 diretto da Oliber Park.

## Trama
Nel disperato tentativo di riportare in vita sua moglie, un uomo ebreo evoca un demone e commette il suicidio lasciando che la creatura entri nel suo corpo; il cadavere viene quindi recapitato a Saul, uomo che svolge la professione di imbalsamatore presso la locale comunità ebraica. In concomitanza a ciò, il figlio di Saul Arthur e sua moglie Claire decidono di fare visita all'uomo durante la gravidanza della donna, nonostante Saul in passato fosse completamente contrario al matrimonio a causa della diversa fede della donna. Saul è fortemente intenzionato a riconciliarsi con figlio e nuora, tuttavia non sa che il figlio ha un secondo fine: necessita che il padre gli faccia da garante per un prestito altrimenti perderà la sua casa a causa di un'ipoteca. La stessa Claire è all'oscuro di tutto.
In seguito alla prima cena in famiglia, il cadavere atteso da Saul viene consegnato e con esso arriva il suo collaboratore Heimish, il quale è apertamente in contrasto con Arthur a causa delle sue scelte di vita. I tentativi di riconciliazione di Saul si rivelano vani. Mentre Arthur resta da solo col cadavere, alcuni strani fenomeni iniziano ad accadere e uno strano ciondolo cade dal cadavere: Arthur lo nasconde appena in tempo affinché suo padre non lo noti. Strani fenomeni continuano a capitare nell'abitazione, terrorizzando anche Claire ma non impedendo alla donna di avvicinarsi sempre di più al suocero. Lo stesso Saul nota degli strani manufatti arrivati col cadavere e riconducibili ad Abyzou, un demone divoratore di bambini: chiede quindi consiglio al rabbino, ma l'assenza del talismano nascosto da Arthur porta tuttavia quest'ultimo a sottovalutare il pericolo.
Mentre Arthur effettua una commissione insieme a Heimish, la banca telefona e Heimish si finge un suo assistente così da poter parlare al posto suo: scoperto il segreto di Arthur, l'uomo lo rivela immediatamente a Saul e Claire. Arthur decide di andare via ma Claire, seppur adirata con lui, lo convince a restare per non compromettere definitivamente i rapporti col padre. Proprio quella notte, tuttavia, il demone si manifesta e uccide Saul, non prima che l'uomo abbia tuttavia deciso di firmare e fare quindi da garante a suo figlio. Il corpo viene trovato da Heimish, il quale contatta il resto della comunità ebrea prima di informare Arthur: l'uomo consegna infine il documento firmato ad Arthur, senza celare tuttavia il profondo odio che prova adesso verso l'uomo. Segue il funerale di Saul, durante il quale il demone inizia a manifestarsi a Claire, provocandole allucinazioni uditive e visive. 
Iniziando a sospettare che quanto accade sia legato al cadavere, Arthur va a indagare a casa di quest'ultimo e si imbatte in un video che prova i riti occulti compiuti dall'uomo prima di morire, i quali hanno portato inoltre alla morte di sua figlia. In questo frangente, Claire resta da sola a casa e un'anziana che afferma di essere la moglie del defunto si presenta e la convince ad accompagnarla in obitorio ed a distruggere il talismano. La donna era tuttavia il demone sotto mentite spoglie e, una volta distrutto il talismano, è ora pronto ad acquisire nuovi bambini: quando Arthur torna in casa Claire non è lì, ma al suo posto c'è il demone con le sembianze della figlia del defunto che gli chiede di portargli un altro bambino in cambio del suo nascituro. Al rifiuto di Arthur, il demone inizia a usare i suoi poteri contro di lui.
Arthur chiama soccorso e sia il rabbino che Heimish si presentano a casa sua: il rabbino spiega loro come difendersi dal demone, tuttavia viene ucciso da quest'ultimo appena prima che possa attuare lui stesso la tattica. I due uomini cercano allora di barricarsi dentro un cerchio benedetto, ma Heimish viene trascinato lontano dal demone prima che riesca ad entrarci. Arthur inizia ad effettuare lo stesso rito visto all'inizio del film, ma esce dal cerchio perché attirato dalle urla della moglie (sospesa in aria davanti ad una finestra e pronta ad essere buttata giù); l'uomo, tuttavia, riesce a completare il rituale e Abyzou entra dentro il suo corpo. Arthur, aiutato anche da Heimish, ripresosi apparentemente dallo scontro con il demone, si pugnala per uccidersi insieme all'entità, ma proprio in quel momento si scopre che era tutta un'allucinazione: Heimish è, infatti, morto e colui che in realtà ha aiutato Arthur a suicidarsi era in realta Abyzou con le sembianze dell'uomo. 
Arthur quindi muore e, proprio in quel momento, Claire si riprende e cerca il marito, ritrovandolo davanti alla porta di casa, ma scopre che egli è in realtà il demone, che la aggredisce.

## Produzione
Il film avrebbe dovuto inizialmente intitolarsi Abyzou, come il demone che funge da antagonista, tuttavia il titolo è stato successivamente modificato prima della sua distribuzione. Nel giugno 2020 è stato annunciato che Oliver Park avrebbe diretto il film, eseguendo dunque il suo debutto come regista di lungometraggi cinematografici.

## Distribuzione
Il film è stato reso disponibile nel mercato on demand a partire dal gennaio 2023.

## Accoglienza
Sull'aggregatore Rotten Tomatoes il film riceve il 74% delle recensioni professionali positive con un voto medio di 6,6 su 10 basato su 47 critiche, mentre su Metacritic ottiene un punteggio di 60 su 100 basato su 7 critiche.